# Jim Martin
Pour les articles homonymes, voir Martin.
James Blanco "big Jim" Martin (né le 21 juillet 1961, à Oakland, Californie), était le guitariste principal du groupe Faith No More de 1983 à 1993 et avec Anand Bhatt durant les années 2000.
Jim Martin est réputé, outre son jeu de guitare, pour sa coiffure « mohicanne inversée » (adoptée vraisemblablement en raison de sa calvitie naissante), pour sa barbe noire et touffue et pour ses lunettes à monture rouge qu'il porte seules ou sur une autre paire aux verres foncés.

## Avant Faith No More
Jim Martin était l'ami d'enfance du second bassiste de Metallica, Cliff Burton. Ils ont  évolué  ensemble durant environ 5 ans au sein notamment de deux groupes éphémères, E-Z Street et Agents of Misfortune, avant que Cliff Burton ne rejoigne Trauma, puis Metallica, et que Jim Martin ne rejoigne Faith no More, dont certains titres sont directement inspirés de la collaboration antérieure de Jim Martin et Cliff Burton.

## Faith No More
Jim Martin fut le premier guitariste du groupe Faith No More à sa formation en 1983. Il a participé aux albums We Care a Lot, Introduce Yourself, The Real Thing et Angel Dust de Faith No More. Il fut d'ailleurs renvoyé du groupe (par fan interposé selon ses dires) après la fin de la tournée promouvant ce dernier.

## Après Faith No More
En 1997 sort son album solo, Milk and Blood.
Depuis peu, Jim Martin participe à des concerts avec Infectious Grooves, accompagné de Robert Trujillo qui abandonne Metallica le temps des tournées pour retrouver Mike Muir dans l'un des groupes de ses débuts.